# صموئيل د. روبرتس
صموئيل د. روبرتس (بالإنجليزية: Samuel D. Roberts)‏ هو سياسي أمريكي، ولد في 3 أبريل 1956 في سيراكيوز في الولايات المتحدة. حزبياً، نشط في الحزب الديمقراطي. وقد انتخب عضو جمعية ولاية نيويورك.

## وصلات خارجية
- الموقع الرسمي